# جان ویلسون (تاریخ‌نگار)
جان ویلسون (انگلیسی: John Wilson; ۸ ژوئن ۱۷۹۹ – ۲۲ ژانویهٔ ۱۸۷۰) تاریخ‌نگار اهل پادشاهی متحد بریتانیای کبیر و ایرلند بود.